# 古莲镇
古莲镇，是中华人民共和国黑龙江省大兴安岭地区漠河市下辖的一个镇。
2014年2月27日，黑龙江省民政厅批复同意在古莲林场所在地设立古莲镇。原西林吉镇的古莲林场施业区、古莲河煤矿、古莲河热电厂等单位所在的面积3154.42平方公里的行政区域为新设古莲镇的行政区域，隶属漠河县管辖。古莲镇人民政府驻古莲柳山街9号。

## 行政区划
截止2015年，古莲镇辖1个社区：
柳山社区。